# Maggie Gyllenhaal
Margalit Ruth "Maggie" Gyllenhaal (/ˈdʒɪlənhɔːl/ JIL-ən-hawl; sinh ngày 16 tháng 11 năm 1977) là một nữ diễn viên người Mỹ. Cô khởi đầu sự nghiệp điện ảnh với các bộ phim được đạo diễn bởi cha mình, Stephen Gyllenhaal, và nhận được vai phụ trong phim điện ảnh độc lập Donnie Darko (2001), bộ phim với em trai cô Jake Gyllenhaal đóng vai chính. Vai diễn đột phá của cô là vai thư ký trong phim.